# Premio Nacional de Fomento de la Lectura
El Premio Nacional de Fomento de la Lectura es un premio otorgado anualmente por el Ministerio de Cultura de España para premiar a aquellas personas, instituciones o entidades que hayan desarrollado una labor destacada de promoción de la lectura. El Premio tiene carácter honorífico y carece de dotación económica. Se convoca desde el año 1994.

## Galardonados
- 1994 – El Urogallo
- 1995 – Javier Lostalé, por su trayectoria profesional en favor del libro y la lectura
- 1996 – ABC Cultural
- 1997 – Manuel Rico, por su programa de radio Libromanía y Revista de libros
- 1998 – Radio Nacional de España y la revista Leer
- 1999 – Diario El Mundo
- 2000 – Fernando Sánchez Dragó, por el programa de televisión Negro sobre blanco emitido por La 2 de Televisión Española.
- 2001 – José Luis García Martín y la revista Clarín, nueva literatura
- 2002 – Fundación Germán Sánchez Ruipérez y la revista Turia
- 2003 – Feria del Libro de Madrid y TVE (Telediario. 2.ª edición)
- 2004 – Filandón, suplemento cultural del Diario de León y la Asociación Vallecas Todo Cultura
- 2005 – Cuadernos de Literatura Infantil y Juvenil (CLIJ) y Leer juntos.
- 2006 – Colección Austral y el programa El Público
- 2007 – La Organización Nacional de Ciegos Españoles (ONCE) y su fundación, y la revista Platero
- 2008 – Confederación Española de Gremios y Asociaciones de Libreros (CEGAL) y el programa Autor, autor
- 2009 – Cosmopoética y Cuadernos del Sur del Diario Córdoba
- 2010 – Asociación Feria del Libro de Sevilla y el programa Historias de papel de Radio Nacional de España (Andalucía)
- 2011 – Programa La estación azul y la Fundación CNSE para la Supresión de las Barreras de Comunicación.[1]
- 2012 – Programa Página Dos, de Televisión Española y la Federación de Gremios de Editores de España.
- 2013 – La Asociación de Profesionales de Bibliotecas Móviles (ACLEBIM) y Cultura/s, suplemento cultural del diario La Vanguardia.
- 2014 – El proyecto Mandarache de la ciudad de Cartagena y la edición española de la revista Letras Libres.
- 2015 – La Fundación Alonso Quijano y el suplemento Territorios de la Cultura del diario El Correo.
- 2016 – El blog Ana Tarambana de Ana Garralón y La conspiración de la pólvora.
- 2017 – La revista Babar y Aula de Cultura.[2]
- 2018 – La revista Peonza y La Botica del Libro.[3]
- 2019 – Asociación Entrelibros, de Granada, y Radio Nacional de España.[4]
- 2020 – Talleres de fomento de la lectura de prensa en la escuela y la revista El Ciervo.
- 2021 – Los libros, a las fábricas y la revista Litoral.
- 2022 – La Asociación Atrapavientos y la Revista de Occidente.
- 2023 – Revista literaria Librújula y  Colegio Público (CEIP) Andalucía de Sevilla.[5]
- 2024 – La asociación ‘Mi Pueblo Lee’ de Maribel Medina y el pódcast No eran molinos. Clásicos de la Literatura Española.[6]